# David Proux
David Proux (ur. 23 lipca 1968 roku w La Celle-Saint-Cloud) – francuski aktor filmowy i teatralny, model. Znany z serialu – "Helena i chłopcy" i "Les Mystères de l'amour".

## Życiorys
Proux sławę przyniósł serial – "Helena I chłopcy". W 1992 roku został wybrany do roli Étienne'a, który był serialowym partnerem, Cathy. Po 67. odcinkach para zrezygnowała z dalszej gry w serialu i postanowiła pobrać się w życiu realnym. Andrieu, serialowa Cathy musiała jeszcze zostać i nagrać trzy odcinki serialu. 70. był jej ostatnim.
Proux i Andrieu mają dwójkę dzieci, Alice i Mathisa. Po kilku latach małżeństwa para rozwiodła się. Od tego czasu Proux odbudował swoje życie i doczekał się kolejnej córki, Héloïse z inną partnerką.
W 2021 roku, po kilku propozycjach od Jeana-Luca Azoulaya Proux zgodził się powrócić do telewizji i dołączył do obsady "Les Mystères de l'amour", gdzie spotkał swoich dawnych kolegów z serialu, "Hélène et les Garçons" ("Helena i chłopcy").

## Filmografia[3]
- 1992: Helena i chłopcy – Étienne
- 1996: L'un contre l'autre
- 2010: Julie et ses Jules
- 2021–2023, od 2025: Les Mystères de l'amour – Étienne